# Hall of Flames
Hall of Flames var det första samlingsalbumet släppt av tyska power metal-bandet Edguy 2004. Samlingsalbumet innehåller låtar från album släppta av AFM Records. 
Den första skivan är en sammanställning av låtar sedan 1997. Den andra innehåller sällsynta spår från både exklusiva singlar (ljudet från "La Marche des Gendarmes" musik-/videosingel) och livelåtar.

## Låtlista

### Skiva ett
1. "Tears of a Mandrake" (Single Version) - 5:00 (från "Mandrake)
2. "Jerusalem" - 5:28 (från "Mandrake")
3. "Out of Control" - 5:03 (från "Vain Glory Opera")
4. "The Headless Game" - 5:29 (från "Theater of Salvation")
5. "Scarlet Rose" - 5:11 (från "Vain Glory Opera")
6. "Nailed to the Wheel" - 5:40 (från "Mandrake")
7. "Vain Glory Opera" - 6:10 (från "Vain Glory Opera")
8. "Theater of Salvation" - 12:24 (från "Theater of Salvation")
9. "Key to My Fate" (2000 Version) - 4:33 (från the re-recording of "The Savage Poetry")
10. "Deadmaker" - 5:18 (från "Kingdom of Madness")
11. "Land of the Miracle" - 6:32 (från "Theater of Salvation")
12. "Until We Rise Again" - 4:28 (från "Vain Glory Opera")
13. "The Unbeliever" - 5:47 (från "Theater of Salvation")

### Skiva två
1. "The Devil and the Savant" - 5:29 (från "Mandrake")
2. "Wings of a Dream" (2001 Version) - 5:06 (från "Mandrake")
3. "For a Trace of Life" - 4:11 (Japansk bonuslåt från "Theater of Salvation")
4. "But Here I Am" - 4:35 (från "Vain Glory Opera")
5. "La Marche des Gendarmes" - 2:48 (från Franska versionen av "Mandrake")
6. "Avantasia" (Live) - 5:26 (från "Burning Down the Opera")
7. "Walk on Fighting" (Live) - 5:18 (Japansk bonuslåt från "Theater of Salvation")
8. "Wake up the King" (Live) - 8:46
9. "All the Clowns" (Musik Video)
10. "The Headless Game" (Live video)